# مارتين ترونكوسو
مارتين ترونكوسو (بالإسبانية: Martín Troncoso)‏ هو لاعب كرة قدم أرجنتيني، ولد في 31 يناير 1986 في Maciá ‏ في الأرجنتين. لعب مع نادي 9 دي خوليو دي رافاييلا.

## وصلات خارجية
- مارتين ترونكوسو على موقع قاعدة بيانات كرة القدم.إي يو (الإنجليزية)
- مارتين ترونكوسو على موقع Soccerway.com (الإنجليزية)
- مارتين ترونكوسو على موقع AS.com (الإسبانية)